# Wizard Barristers
Wizard Barristers: Benmashi Cecil (ウィザード・バリスターズ〜弁魔士セシル Wizādo Barisutāzu - Benmashi Seshiru?) es una serie de televisión de anime producida por Arms y dirigida por Yasuomi Umetsu. La serie es un drama legal ambientado en un mundo donde los humanos comunes coexisten con usuarios de magia, y los usuarios de magia están representados ante la ley por un subconjunto de abogados defensores (Bengoshi) llamados "abogados magos" (Benmashi). La serie sigue a Cecil Sudo, quien recientemente se convirtió en el abogado mago más joven de la historia. La serie se emitió del 12 de enero de 2014 al 30 de marzo de 2014.

## Sinopsis
En 2018, humanos y magos viven juntos en Tokio. La policía continúa protegiendo el orden en la sociedad, pero los magos conocidos como Wud son juzgados de acuerdo con la ley mágica a través de la Ley de Prohibición de la Magia, en tribunales especiales defendidos por abogados magos a través del Tribunal de Magia. Cecile Sudo, mitad japonesa, mitad canadiense, se acaba de convertir en la abogada mágica más joven y comienza a trabajar en Butterfly Law Office. Si bien aún no se ha dado cuenta, tiene un tremendo potencial mágico.

## Personajes
Cecil Sudo (須藤 聖知 Sudō Seshiru?)
 Seiyū: Rui Tanabe, Regina Carrillo (español latino)
Natsuna Hotaru (穂樽 夏菜 Hotaru Natsuna?)
 Seiyū: Kei Shindō, Jocelyn Robles (español latino)
Mitsuhisa Hachiya (蜂谷 ミツヒサ Hachiya Mitsuhisa?)
 Seiyū: Hiroki Touchi, Enrique Cervantes (español latino)
Moyo Tento (天刀 もよ Tentō Moyo?)
 Seiyū: Ayana Taketatsu, Valentina Souza (español latino)
Tsunomi Kabutohara (甲原 角美 Kabutohara Tsunomi?)
 Seiyū: Miho Arakawa, Vanessa Olea (español latino)
Koromo Sasori (左反 衣 Sasori Koromo?)
 Seiyū: Rumi Ōkubo, Gabriela Hernández (español latino)
Ageha Chono (蝶野 アゲハ Chōno Ageha?)
 Seiyū: Ayumi Tsunematsu, Irina Índigo (español latino)
Seseri Chono (蝶野 セセリ Chōno Seseri?)
 Seiyū: Wataru Takagi, Ismael Castro (español latino)
Mitori Batta (抜田 美都利 Batta Mitori?)
 Seiyū: Yui Taya, Angie Villa (español latino)
Tobirou Kamakiri (鎌霧 飛郎 Kamakiri Tobirō?)
 Seiyū: Chafurin, Arturo Mercado Chacón (español latino)
Kiba Sameoka (鮫岡 生羽 Sameoka Kiba?)
 Seiyū: Junichi Suwabe, Manny Rojo (español latino)
工白 志吹 (Kujira Shibuki?)
 Seiyū: Daisuke Ono, Andrés Pirrón (español latino)

## Terminología

### Ley de Prohibición de la Magia
La Ley de Prohibición de la Magia (魔禁法 Makin hō?) es una ley especial que restringe el uso de la magia, a la que están sujetos los Wuds. Sus artículos incluyen:
- Artículo 1: Se prohíbe el uso de Magia contra los códigos penales, civiles o comerciales.
- Artículo 2: Los que usan magia ilegalmente son juzgados en el Tribunal de Magia.
- Artículo 3: En la Corte de Magia, los abogados magos protegen los derechos de los magos.
- Artículo 4: Los abogados protegen los derechos básicos de los magos.
- Artículo 5: Aquel que ha despertado a la magia debe ser registrado inmediatamente.
- Artículo 6: Está prohibido que una oficina pública contrate magos registrados.
- Artículo 7: El Tribunal de Magia celebra un solo juicio rápido.
- Artículo 8: Si un familiar infringe la ley, el propietario es responsable.
- Artículo 9: En general, se prohíbe la creación o el uso de mecanismos móviles metálicos.
- Artículo 10: Se permite la magia utilizada para la justicia social.

## Producción y lanzamiento
La serie de anime producida por el estudio Arms, escrita y dirigida por Yasuomi Umetsu con guiones de Michiko Itou, y emitida en Japón entre el 12 de enero de 2014 y el 30 de marzo de 2014. La serie se estrenó en Tokyo MX el 12 de enero de 2014 y posteriormente se emitió en Sun TV, KBS, TV Aichi, AT-X y BS11. El anime se transmitió simultáneamente en inglés en Crunchyroll y obtuvo la licencia de Sentai Filmworks para Norteamérica. El tema de apertura "Justitia" es interpretado por Lia y el tema de cierre "Blue Topaz" por Rui Tanabe.
En julio de 2023, Anime Onegai adquirió los derechos de transmisión de la serie en América Latina junto con su doblaje latino.